# Kristens omvägar
Kristens omvägar är den svenska titeln på C. S. Lewis bok Pilgrim's Regress. Både den engelska och den svenska titeln anspelar på John Bunyans klassiker Kristens resa (på engelska Pilgrim's Progress). Romanen utgavs 1933 och utkom på svenska 2004.
Det var den första bok Lewis skrev efter sin omvändelse till kristendomen, och hans första roman över huvud taget. Boken är ovanlig så till vida att den är skriven i form av en allegori efter medeltida förebilder. (Lewis litteraturvetenskapliga forskning rörde vid denna tid just allegoriska berättelser från medeltiden.)
Boken handlar om en ung man, John, som ger sig ut i världen för att finna sina drömmars mål. På sin resa stöter John på företrädare för de flesta tankeriktningar under det tidiga 1900-talet: ytliga, konventionella kristna, framstegsoptimister, romantiker, modernister, psykoanalytiker, humanister, totalitarister, liberalteologer och filosofiska idealister. Men ingen av dem förmår stilla den "ljuva längtan" han känner i sitt innersta och som är målet för hans resa. Detta mål, det sanna goda, föremålet för alla människors innersta längtan visar sig slutligen vara inget mindre än Gud själv (denna tanke är hämtad från kyrkofadern Augustinus av Hippo).
Boken innehåller många litterära och idéhistoriska anspelningar (allusioner) och kan därför upplevas som svårare än Lewis andra romaner. Den svenska utgåvan är dock försedd med omfattande förklaringar av översättaren, som borde vara till stor hjälp.